# Lebhir
Lebhir este o comună din departamentul Barkewol, Regiunea Assaba, Mauritania, cu o populație de 5.832 locuitori.